# Kuopervagge (Kebnekaise)

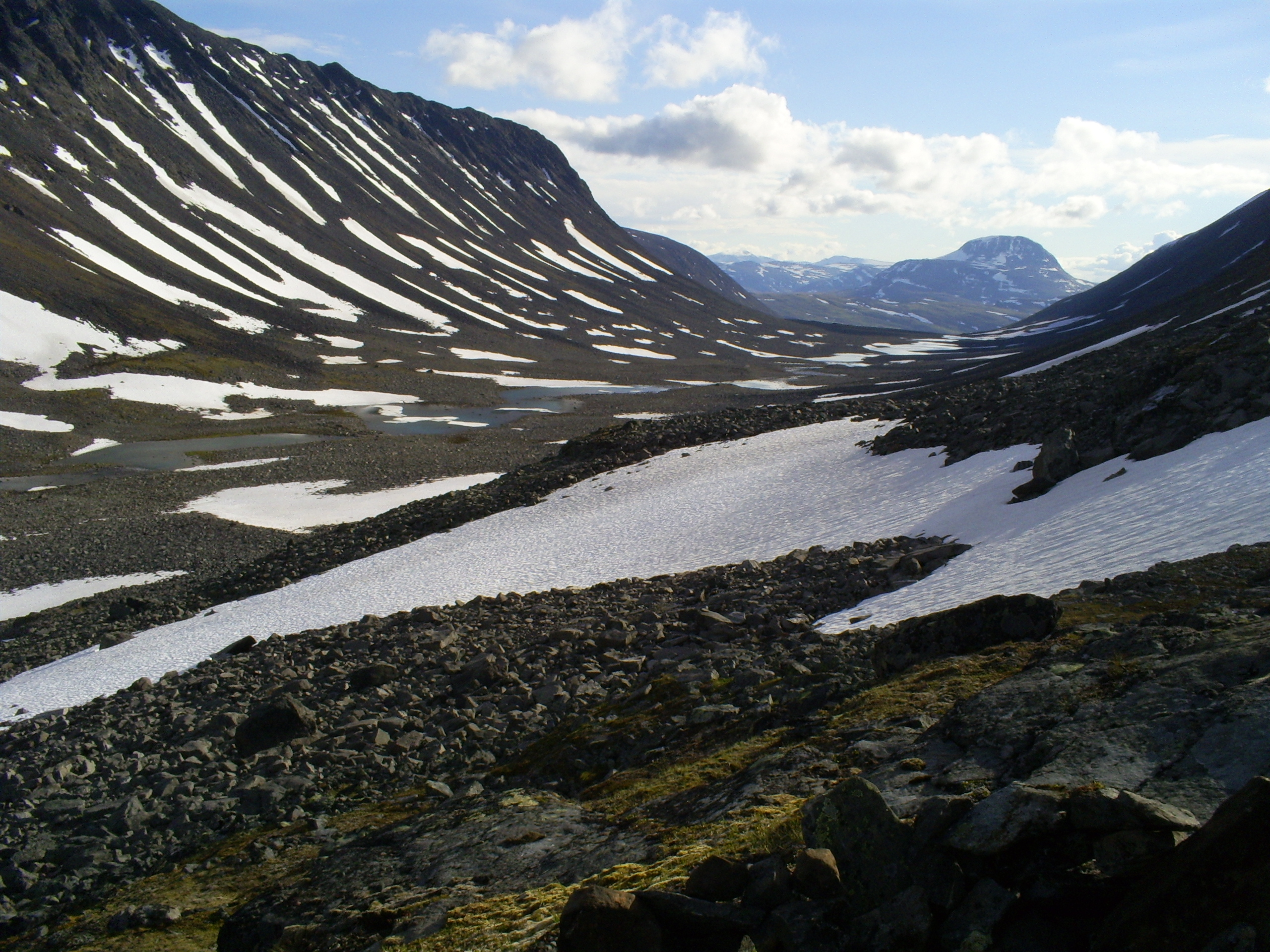
Kuopervagge västerut. Drakryggen till vänster.

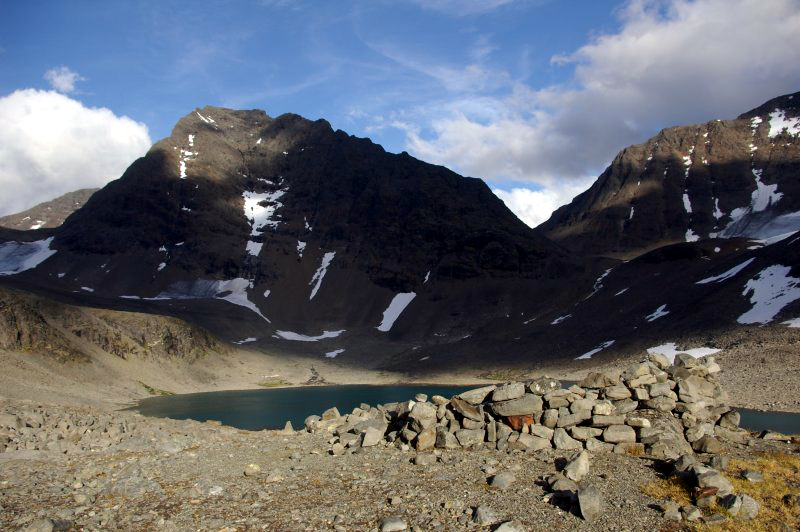
Det inre av Kuopervagge. Sjön Kuoperjaure i förgrunden och berget Kaskasapakte i bakgrunden.

Kuopervagge är en dalgång i Kebnekaiseområdet i svenska fjällen. Den är cirka 8 kilometer lång och omsluts av bergen Tuolpanjunnjetjåkka, Kaskasapakte och Drakryggen. Längst ner i dalen ligger sjön Kuoperjaure.
Dalen korsas som en sträckning i den så kallade Jojoleden.